# Helicobacteraceae
Famille
Les Helicobacteraceae sont une famille de bactéries de l’ordre des Campylobacterales et de la classe des Epsilonproteobacteria.
Le genre type est Helicobacter, dont les espèces sont des bacilles Gram négatif, spiralés, mobiles par ciliature polaire.

## Genres
Selon List of Prokaryotic names with Standing in Nomenclature :
- "Flexispira" Bryner 1987
- Helicobacter Goodwin et al. 1989
- "Pseudohelicobacter" Waite et al. 2019
- Sulfuricurvum Kodama and Watanabe 2004
- Sulfurimonas Inagaki et al. 2003
- Sulfurovum Inagaki et al. 2004
- Thiovulum Hinze 1913 (Approved Lists 1980)
- Wolinella Tanner et al. 1981